# Temnora fumosa
Temnora fumosa är en fjärilsart som beskrevs av Walker 1856. Temnora fumosa ingår i släktet Temnora och familjen svärmare. Inga underarter finns listade i Catalogue of Life.